# Campionati europei giovanili di nuoto 1980
Gli VIII Campionati europei giovanili di nuoto e tuffi si sono disputati a Skövde dal 7 agosto al 10 agosto 1980.
Hanno partecipato alla manifestazione le federazioni iscritte alla LEN; questi sono i criteri di ammissione:
- le nuotatrici e i nuotatori che nel 1980 non superavano i 15 anni d'età (nati non prima del 1965)
- Le tuffatrici e i tuffatori che nel 1980 non superavano i 16 anni d'età (nati non prima del 1964)

Entrano nel programma dei campionati i 200m stile libero e i 400m misti, sia maschili che femminili.

## Podi

### Uomini
| Evento       | Oro                | Tempo    | Argento             | Tempo    | Bronzo             | Tempo    |
| Stile libero |                    |          |                     |          |                    |          |
| 100 m        | Marcel Gery        | 54"09    | Hans Kroes          | 54"26    | Thomas Gassner     | 54"55    |
| 200 m        | Hans Kroes         | 1'56"05  | Igor Tucin          | 1'57"13  | David Stacey       | 1'59"12  |
| 400 m        | Igor Tucin         | 4'05"61  | Sven Lozdiewski     | 4'07"01  | Lars Hinneburg     | 4'07"71  |
| 1500 m       | Sven Lodziewski    | 15'53"00 | Igor Tucin          | 16'04"40 | David Stacey       | 16'07"02 |
| Dorso        |                    |          |                     |          |                    |          |
| 100 m        | Hans Fredin        | 1'01"34  | Sergei Garro        | 1'01"49  | Michael Rode       | 1'01"67  |
| 200 m        | Henry Schonefelder | 2'09"99  | Markus Grossheimann | 2'12"06  | Andrew Jameson     | 2'12"46  |
| Rana         |                    |          |                     |          |                    |          |
| 100 m        | Bjarne Kragh       | 1'08"55  | Stanislav Vlasiuk   | 1'08"59  | Jean-Claude Lelain | 1'09"05  |
| 200 m        | Olaf Assmann       | 2'25"91  | Alexandre Yokochi   | 2'28"28  | Mikhail Ageev      | 2'28"52  |
| Farfalla     |                    |          |                     |          |                    |          |
| 100 m        | Marcel Gery        | 58"15    | Andrew Jameson      | 58"31    | Sergei Garbo       | 58"34    |
| 200 m        | Marcel Gery        | 2'07"35  | Zoltán Énekes       | 2'08"58  | Mauro Cappelletti  | 2'08"84  |
| Misti        |                    |          |                     |          |                    |          |
| 200 m        | Gábor Hegedüs      | 2'11"70  | Marcel Gery         | 2'12"56  | Anders Peterson    | 2'13"70  |
| 400 m        | Anders Peterson    | 4'39"55  | Aleksei Efimenko    | 4'42"48  | Gábor Hegedüs      | 4'46"31  |

### Donne
| Evento       | Oro                | Tempo   | Argento                  | Tempo   | Bronzo            | Tempo   |
| Stile libero |                    |         |                          |         |                   |         |
| 100 m        | Rica Reinisch      | 57"69   | Agneta Eriksson          | 57"93   | Ina Beyermann     | 58"20   |
| 200 m        | Ina Beyermann      | 2'03"80 | Jackie Willmott          | 2'05"01 | Elke Sommer       | 2'05"18 |
| 400 m        | Ina Beyermann      | 4'14"43 | Jackie Willmott          | 4'16"74 | Ina Strauss       | 4'19"91 |
| 800 m        | Ina Beyermann      | 8'46"79 | Jackie Willmott          | 8'49"02 | Anke Sonnenbrodt  | 8'55"43 |
| Dorso        |                    |         |                          |         |                   |         |
| 100 m        | Rica Reinisch      | 1'02"32 | Manuela Carosi           | 1'04"60 | Laura Foralosso   | 1'05"17 |
| 200 m        | Rica Reinisch      | 2'17"38 | Yolanda van der Straaten | 2'18"85 | Kathrin Mansick   | 2'20"56 |
| Rana         |                    |         |                          |         |                   |         |
| 100 m        | Susannah Brownsdon | 1'13"52 | Gaynor Stanley           | 1'14"64 | Carlotta Tagnin   | 1'14"77 |
| 200 m        | Aishkute Buzelite  | 2'38"65 | Susannah Brownsdon       | 2'39"01 | Nathalie Echinard | 2'39"55 |
| Farfalla     |                    |         |                          |         |                   |         |
| 100 m        | Marcela Rajdova    | 1'02"98 | Elke Sommer              | 1'03"72 | Agneta Eriksson   | 1'04"31 |
| 200 m        | Elke Sommer        | 2'15"54 | Nicole Hasse             | 2'17"61 | Petra Zindler     | 2'18"59 |
| Misti        |                    |         |                          |         |                   |         |
| 200 m        | Jacqueline Alex    | 2'23"23 | Klára Gulyás             | 2'23"34 | Anette Philipsson | 2'24"14 |
| 400 m        | Klára Gulyás       | 4'56"49 | Jacqueline Alex          | 4'56"59 | Petra Zindler     | 4'58"74 |

### Tuffi
| Evento        | Oro               | Tempo  | Argento         | Tempo  | Bronzo               | Punti  |
| Uomini        |                   |        |                 |        |                      |        |
| trampolino 3m | Nikolai Drozhin   | 459,25 | Sergei Efremov  | 435,35 | Holger Winskowski    | 398,40 |
| piattaforma   | Holger Winskowski | 410,55 | Karsten Krämer  | 401,50 | Gennady Starodubtsev | 397,80 |
| Donne         |                   |        |                 |        |                      |        |
| trampolino 3m | Brita Baldus      | 400,65 | Elena Korolkova | 386,65 | Elena Gusliannikova  | 385,65 |
| piattaforma   | Adelaide Haase    | 318,50 | Silke Beer      | 295,80 | Sirvard Emirzian     | 293,65 |

## Medagliere
- Totale

| Posizione | Paese            | Oro | Argento | Bronzo | Totale |
| --------- | ---------------- | --- | ------- | ------ | ------ |
| 1         | Germania Est     | 11  | 5       | 6      | 22     |
| 2         | Cecoslovacchia   | 4   | 1       | 0      | 5      |
| 3         | Unione Sovietica | 3   | 7       | 5      | 15     |
| 4         | Germania Ovest   | 3   | 2       | 4      | 9      |
| 5         | Ungheria         | 2   | 2       | 1      | 5      |
| 6         | Svezia           | 2   | 1       | 3      | 6      |
| 7         | Gran Bretagna    | 1   | 6       | 4      | 11     |
| 8         | Paesi Bassi      | 1   | 1       | 0      | 2      |
| 9         | Danimarca        | 1   | 0       | 0      | 1      |
| 10        | Italia           | 0   | 1       | 3      | 4      |
| 11=       | Portogallo       | 0   | 1       | 0      | 1      |
| 11=       | Belgio           | 0   | 1       | 0      | 1      |
| 12        | Francia          | 0   | 0       | 2      | 2      |
| totale    |                  | 28  | 28      | 28     | 84     |

- Nuoto

| Posizione | Paese            | Oro | Argento | Bronzo | Totale |
| --------- | ---------------- | --- | ------- | ------ | ------ |
| 1         | Germania Est     | 8   | 3       | 5      | 16     |
| 2         | Cecoslovacchia   | 4   | 1       | 0      | 5      |
| 3         | Germania Ovest   | 3   | 2       | 4      | 9      |
| 4         | Unione Sovietica | 2   | 5       | 2      | 9      |
| 5         | Ungheria         | 2   | 2       | 1      | 5      |
| 6         | Svezia           | 2   | 1       | 3      | 6      |
| 7         | Gran Bretagna    | 1   | 6       | 4      | 11     |
| 8         | Paesi Bassi      | 1   | 1       | 0      | 2      |
| 9         | Danimarca        | 1   | 0       | 0      | 1      |
| 10        | Italia           | 0   | 1       | 3      | 4      |
| 11=       | Portogallo       | 0   | 1       | 0      | 1      |
| 11=       | Belgio           | 0   | 1       | 0      | 1      |
| 12        | Francia          | 0   | 0       | 2      | 2      |
| totale    |                  | 28  | 28      | 28     | 84     |

- Tuffi

| Posizione | Paese            | Oro | Argento | Bronzo | Totale |
| --------- | ---------------- | --- | ------- | ------ | ------ |
| 1         | Germania Est     | 3   | 2       | 1      | 6      |
| 2         | Unione Sovietica | 1   | 2       | 3      | 6      |
| totale    |                  | 4   | 4       | 4      | 12     |